# Bernat de Monsonís

Escudo de la Corona de Aragón

Bernat de Monsonís fue un caballero español que vivió en el siglo XIV en el Reino de Valencia. Fue uno de los primeros caballeros de la Orden de Montesa.
Era natural de Balaguer donde nació a finales del siglo XIII, hijo de Mossen Galcerà de Monsonís y nieto de Perot de Monçonís, ambos caballeros con casa en Balaguer y del linaje de Montsonís.
Tras la disolución en 1314 de la Orden del Temple, el rey Jaime II decidió crear una nueva orden militar bajo la tutela de la de Calatrava que absorbiera los bienes y encomiendas de las órdenes militares de templarios y hospitalarios en el reino de Valencia. En 1319 fue creada la nueva milicia bajo el nombre de Orden de Montesa. Entre sus primeros miembros destacó el caballero Bernat de Monsonís, originario de Balaguer donde tenía en esta época su casa solar la familia Montsonís, ocupando el cargo de castellanos de dicho castillo. Se sabe que hubo en esta familia caballeros de la Orden de San Juan del Hospital, como Pere de Monsonís, comendador de Barcelona en 1297, y se presume que dicha relación fuera determinante a la hora de elegir a este caballero para formar parte de la nueva milicia. En dichas fechas era castellano de Gerb el caballero Arnau de Monsonís, quien aparece posteriormente en documentos otorgados por Bernat de Monsonís como testigo. Tras su nombramiento como caballero de Montesa pasó a residir a Sant Mateu, ocupando los cargos de Comendador de Ares, Cervera, y más adelante Comendador mayor de la Orden, Comendador de Peñíscola y Teniente de Culla.

## Orden de Montesa
Se sabe que la Orden de Montesa participó activamente en la conquista de Cerdeña, y que un caballero de nombre Pere de Monsonís, estableció su casa en Villa Iglesias, localidad de esta isla tras su participación en esta campaña. Quizás debido a que en la misma participaron los señores de Segorbe, descendientes o familiares del comendador Monsonís se establecieron en Segorbe, teniéndose constancia de un ciudadano de dicha ciudad de nombre Bernardo de Monzonís fallecido a finales del siglo XIV en la misma. Un hermano del padre de Bernat de Monsonís, el caballero Antoni de Monsonís se estableció en Morella y de esta familia fue el apellido Catalá de Monsonís, establecido en Benasal en el siglo XIV y que fueron vizcondes de Catalá de Monsonís a partir del siglo XVIII. A partir de 1330 se deja de tener constancia documental del caballero de Montesa Bernat de Monsonís o Bernardo de Monzonís.
- Datos: Q5727014